# فراری ۳۴۸

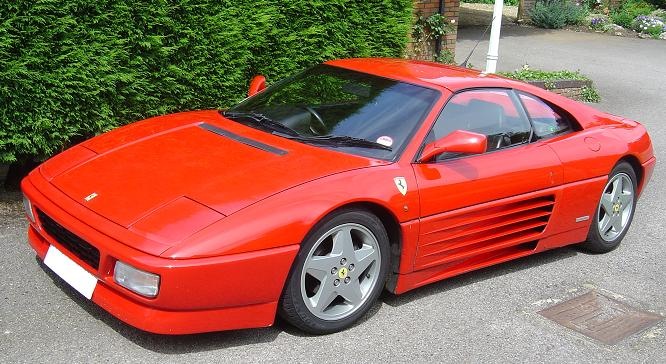

فراری ۳۴۸ (Ferrari ۳۴۸) خودرویی است.
این خودرو در کلاس خودرو اسپورت قرار گرفته، طراحی آن خودروهای موتور وسط عقب-محور عقب بوده است.